# Geir Lippestad
Geir Lippestad, né le 7 juin 1964 à Hønefoss, est un avocat norvégien. Il est avocat de la défense lors de plusieurs procès retentissants. 
En 2002, il assure la défense d'Ole Nicolai Kvisler (no), accusé du meurtre raciste de Benjamin Hermansen (en). 
En juillet 2011, Anders Behring Breivik, auteur des attentats commis le 22 juillet 2011 à Oslo et sur l'île d’Utøya, le désigne comme avocat.
Il est membre du Parti travailliste, comme les victimes de la tuerie de l’île d’Utøya.